# Боголюбская икона Божией Матери
Боголюбская икона Божией Матери — почитаемая чудотворной Русской православной церковью икона Богородицы, написанная в XII веке по повелению Андрея Боголюбского в память о явлении ему Богородицы. Относится к числу древнейших икон русского происхождения. Празднование совершается 18 июня (1 июля). Находится во Владимиро-Суздальском музее-заповеднике.
Боголюбская икона, подобно Владимирской иконе, отличается мягким, возвышенным, «трогательным» письмом.

## Образ-протограф
По преданию, в 1155 году, во время перенесения будущей Владимирской иконы в Залесье из Вышгорода, князю Андрею Юрьевичу в походном шатре явилась Пресвятая Богородица и повелела ему поставить икону во Владимире. На месте явления Богородицы князь основал свою резиденцию (ныне село Боголюбово), для которой повелел написать особую икону, изображающую его видение. Новый образ был поставлен в Боголюбовском замке (по некоторым сведениям, вместе с самой Владимирской иконой). Позднее на месте замка возник Боголюбский монастырь.
По словам искусствоведа Левона Нерсесяна: «Как и любая древняя святыня, икона многократно поновлялась, причём весьма решительными способами, далекими от современных научных методов, и к началу XX века она представляла собой конгломерат из разновременных левкасных чинок и нескольких слоев записи. К тому же она находилась в не слишком подходящих для неё условиях — я имею в виду прежде всего пресловутый температурно-влажностный режим, до которого ни в средневековье, ни в Новое время никому не было дела…».
В августе 1918 года икона была частично раскрыта реставраторами Комиссии по сохранению и реставрации памятников древней живописи во главе с Григорием Чириковым, которые определили её сохранность как плохую. Во 2-й половине XX века она была отреставрирована М. В. Романовой. С 1992 года первообраз иконы находился в Свято-Успенском девичьем Княгинином монастыре во Владимире. После ухудшения состояния с 4 июня 2009 года Боголюбская икона находилась на реставрации во Владимиро-Суздальском музее-заповеднике.
15 марта 2024 году Боголюбская икона, после завершения реставрации, была выставлена во Владимире в музейном центре «Палаты» Владимиро-Суздальского музея-заповедника на выставке «Икона XII века „Богоматерь Боголюбская“. Новое обретение». Окончание выставки запланировано на 15 марта 2026 года.

## Иконография
Икона изображает Богородицу без Младенца, в рост, в молении перед Господом, показанном в небесном сегменте. В руках Пресвятой Богородицы обычно изображают свиток, на котором пишут:
- Владыко Многомилостивый, Сыне и Боже Мой, молю Тя, да пребудет божественная благость на людех Твоих и светозарный луч славы Твоея да нисходит выну на место, мною избранное.
- Владыко Многомилостивый, Господи Иисусе Христе, Сыне и Боже Мой, приклони ко Мне ухо Твое, ибо аз молю за мир.
- Царю Небесный, многомилостивый и премилостивый, Владыко Боже и человеколюбче и всея твари содетелю, Господи Иисусе Христе, и всего добра дателю, человеколюбче, Сыне и Боже Мой, услыши молитву рабы Твоея и Матере, приими всякого человека, славящего Тя и Мене, рабу Твою.
- Владыко Вседержителю, Сыне и Боже Мой, приклони ухо Твое и услыши молитву Матери Твоея, молящу имя Твое святое, и помилуй.

Во многих вариантах иконы к Богородице коленопреклонённо обращаются предстоящие, состав которых меняется в зависимости от иконографического извода, чаще всего среди припадающих изображается Андрей Боголюбский.
Иконографически Боголюбскую икону относят к типу Агиосоритисса (называемому иначе Деисусной иконой), с той разницей, что в Боголюбской иконе «восстановлена» утраченная в иконах Богородицы Агиосоритиссы деисусная композиция: в ней явно изображён Христос, в молении к Которому и показана Матерь Божия. На Боголюбской иконе Богородица изображается в роли заступницы и посредницы, но присутствуют и идеи композиций Оранты и Одигитрии, указывающей Путь припадающим.

## Гимнография
Тропарь пред иконой Пресвятой Богородицы, именуемой «Боголюбская», глас 1-й

Боголюбивая Царице, / неискусомужная Дево Богородице Марие, / моли за ны Тебе Возлюбившаго / и рождшагося от Тебе Сына Твоего, Христа Бога нашего, / подати нам оставление прегрешений, / мирови мир, земли плодов изобилие, / пастырем святыню и всему человечу роду спасение. / Грады наша и страны Российския от нахождения иноплеменных заступи / и от междоусобныя брани сохрани. / О Мати Боголюбивая Дево! / О Царице Всепетая! / Ризою Своею покрый нас от всякаго зла, / от видимых и невидимых враг защити // и спаси души наша.
Кондак пред иконой Пресвятой Богородицы, именуемой «Боголюбская», глас 3-й

Дева днесь предстоит Сыну, / руце Свои к Нему простирающи, / святый князь Андрей радуется, / и с ним Российская страна торжествует, // нас бо ради молит Богородица Превечного Бога.
Молитва пред иконой Пресвятой Богородицы, именуемой «Боголюбская»

О, Чудная и Вышшая всех тварей, Царице Богородице, Небеснаго Царя Христа Бога нашего Мати! Услыши нас, грешных и недостойных раб Твоих, в час сей молящихся и припадающих к Тебе с воздыханием и слезами, и умильно глаголющих: изведи нас от рова страстей, Владычице: избави нас от всякия скорби и печали, огради от всякия напасти и злых клевет и от неправеднаго и лютаго навета вражия. Можеши бо, о, Благодатная Матерь наша, не точию от всякаго зла сохранити люди Твоя, но и всяким благодеянием снабдити и спасти: разве Тебе иныя Предстательницы в бедах и обстояниих и теплыя Ходатаицы о нас грешных не имамы к Сыну Твоему, Христу Богу нашему, Егоже умоли, Владычице, да, спасеннии Тобою, славим и в будущем веце Всесвятое имя Сына Твоего и Бога нашего, купно со Отцем и Святым Духом, ныне и в безконечныя веки. Аминь.

## Списки с Боголюбской иконы

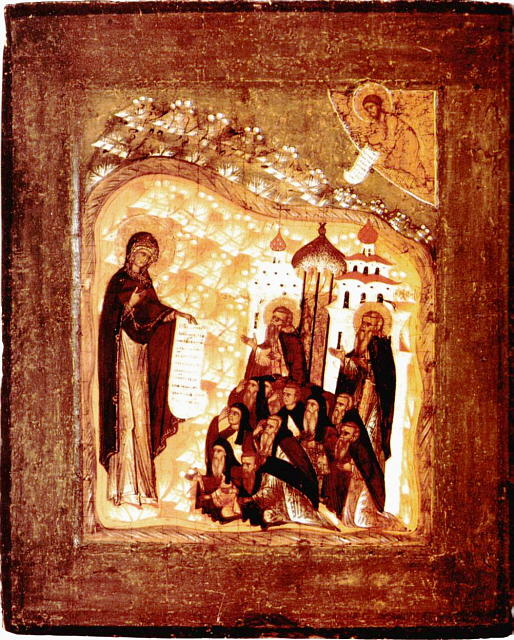
Боголюбская икона Божией Матери с предстоящими Зосимой и Савватием Соловецкими из старообрядческой молельной Волкова кладбища, Санкт-Петербург. XVII век

Боголюбская икона, считающаяся чудотворной, множество раз становилась образцом для создания списков, образовав самостоятельную иконографическую композицию, известную в нескольких изводах. Наиболее почитаемы:
- Боголюбская-Московская, написана в начале XVIII века, находилась ранее в Москве на Соляной площади, над Варварскими воротами Китай-города[8]. На этой иконе в качестве припадающих изображены святители Пётр, Алексий, Иона и Филипп, митрополиты Московские, блаженные Василий и Максим, преподобная Параскева, святитель Василий Великий, апостол Пётр, Алексий, человек Божий, апостол Симеон, сродник Господень, преподобномученица Евдокия;
- Боголюбская-Зимаровская в приходской церкви села Зимарово Рязанской губернии — старинный список с иконы. Предание рассказывает, что икона раньше являлась надвратной иконой города Пронска и во время татарского нашествия была расколота и брошена в кусты; но икона срослась и с тех пор стала известна как чудотворная. В 1771 году её приносили в Москву во время чумы для излечения больных, потом она вернулась в Зимарово;
- Боголюбская-Угличская в Угличе, в церкви святого Димитрия-царевича;
- в селе Юрьевском Боровского уезда Калужской губернии. Была подарена Петром I Батурину за заслуги, а с 1838 года перешла селу Юрьевскому; прославилась во время эпидемии холеры в 1848 году. Икона с 1960 года хранится в церкви Покрова Пресвятой Богородицы села Карижа Малоярославецкого района[9].

## Реставрация и современное состояние
Существенное ухудшение сохранности Боголюбской иконы произошло в 1946 году, когда реставратор Владимирского областного краеведческого музея Ф. А. Модоров по самостоятельно выбранной методике провёл «укрепление» красочного слоя вместе с записью методом заливки всей поверхности растопленным воском с добавлением парафина. Заключение ВХНРЦ 1976 года при передаче иконы в музей утверждает, что «грунт иконы с красочным слоем имеют минимальную связь с основой, так как заливка горячим воском добавлением парафина нарушила состав грунта (часть воска проникла сквозь поры внутрь грунта)».
Последующие реставрационные работы 1956 (Н. А. Баранов) и 1958—1976 годов под руководством Н. Н. Померанцева (реставраторы: Н. А. Баранов, с 1963 — М. В. Романова) позволили раскрыть лик Богоматери, частично её одежды, деисусный чин на верхнем поле, фрагменты первоначальной живописи на поземе и полях. Однако состояние левкаса и красочного слоя иконы было плачевным.

Боголюбская икона в специальной витрине в Успенском соборе Княгинина монастыря

В 1993 году в связи с просьбой Церкви о передаче Боголюбской иконы в ставший действующим Успенский собор Княгинина монастыря во Владимире по заказу и на деньги ГВСМЗ была изготовлена специальная герметичная витрина, в которой поддерживался постоянный температурно-влажностный режим, благоприятный для иконы.
В 1998 году из-за сбоев в работе датчиков прежней витрины ВСМЗ настоял, чтобы на средства Владимиро-Суздальской епархии была закуплена новая витрина у конкретного производителя — фирмы «ТД ТЕМУЗ». 31 июля 1998 года Боголюбская икона была помещена в новую витрину, в которой находилась до 4 июня 2009 года, когда была перевезена во Владимиро-Суздальский музей-заповедник.
По сообщению «Независимой газеты» от 23 декабря 2009 года, состояние иконы было катастрофическим: икона серьёзно поражена грибком. Как сообщало РИА Новости 25 декабря 2009 года, при последнем исследовании плесневые грибы на самой иконе не обнаружили. Руководитель отдела реставрации памятников древнерусской темперной живописи Всероссийского художественного научно-реставрационного центра имени Грабаря Галина Цируль указывала: «На обнажённых местах мелких повреждений, под микроскопом мы обнаруживаем древесину в структуре „пружинящей губки“, что особо страшно для иконы (…) Площадь отставания красочного слоя всё увеличивается и увеличивается».
Причиной «заболевания» иконы стали некачественные условия хранения: она находилась в специально оборудованной камере, поддерживающей искусственный климат, но две «кассеты», которые должны были поддерживать в ней климат, не работали. Икона стояла просто за стеклом, у витрины стояли букеты живых цветов в воде, а со стены, за которой находилась крестильня с купелью, на икону переползла плесень. Замена белокаменного пола на керамогранитный усугубила ситуацию.
После одного из очередных обследований разразился громкий скандал. 4 июня 2009 года Боголюбскую икону в аварийном состоянии поместили в специально оборудованное помещение Владимиро-Суздальского музея, и с 2010 по 2016 годы велась её реставрация. В ходе работ обнаружены неизвестные ранее фрагменты живописи XII века, в том числе на лике Богоматери.
После завершения реставрации икону поместили на двухгодичный мониторинг, чтобы уточнить критерии и возможных ограничения при экспонировании. В 2016 году состоялась выставка «Икона XII века „Богоматерь Боголюбская“. 100 лет исследований — ответы реставрации» во Всероссийском художественном научно-реставрационном центре им. И. Э. Грабаря. В том же году премию The Art Newspaper Russia в номинации «Реставрация»  получили Всероссийский художественный научно-реставрационный центр им. И. Э. Грабаря (реставратор высшей категории ВХНРЦ им. И. Э. Грабаря: Александр Горматюк) и Государственный Владимиро-Суздальский музей-заповедник.